# Франк Сільвен
Франк Сільвен (фр. Franck Sylvain; 1909–1987) — в. о. президента Гаїті 1957 року.

## Життєпис
Народився 3 серпня 1909 в місті Гран-Гоав. До початку політичної кар'єри здобув юридичну освіту та працював адвокатом. 1934 року заснував антикомуністичну газету «The Crusade». Також був засновником таємної партії Rassemblement du Peuple Haïtien. За часів правління Поля Маглуара був суддею та мав гарну репутацію, особливо після того, як висловив власну думку в процесі проти близького друга президента.
7 лютого 1957 року був призначений парламентом як наступник П'єра-Луї на посту тимчасового глави держави. Обіймав посаду лише 56 днів, після чого його усунув від влади генерал Леон Кантав.
Після президентства він писав мемуари, за що отримали назву 56 днів Франка Сільвена. Помер у Порт-о-Пренсі 3 січня 1987 року.